# 지누시조노 히데미
지누시조노 히데미(일본어: 地主園 秀美, 1989년 4월 14일 ~ )는 일본의 전 축구 선수이다.

## 구단 경력
과거 FC 기후에서 활동하였다.